# 엘 디아블로
엘 디아블로(El Diablo)는 DC 코믹스가 발행하는 만화책의 등장인물이다. 라자루스 레인(Lazarus Lane)이라는 이름의 엘 디아블로는 1970년 All-Star Western #2에서 처음 등장하였다.